# Ist ja irre – In der Wüste fließt kein Wasser
Ist ja irre – In der Wüste fließt kein Wasser (Originaltitel: Follow That Camel) ist der 14. Film aus der Carry-On-Filmreihe.

## Inhalt
Die englische High Society ist empört: Bertram Oliphant West soll beim Cricket unfair gespielt haben. Diese Schande kann ein englischer Gentleman nicht so einfach hinnehmen. Er beschließt England zu verlassen und sich der französischen französische Fremdenlegion anzuschließen, begleitet von seinem treuen Diener Simpson.
Die beiden werden in Sidi Bel Abbès zunächst für feindliche Kämpfer gehalten, melden sich schließlich aber bei der Armee an. Hier treffen sie auf den deutschen Kommandanten Burger, dessen unfähigen Stellvertreter Captain Le Pice und den forschen Sergeant Nocker, der den beiden hilft sich an das Leben in der Legion zu gewöhnen.
In der Zwischenzeit hat Lady Jane erfahren, dass Oliphant wirklich unschuldig war, und macht sich auf in die Sahara, um ihn nach England zurückzuholen. Unterwegs stößt sie auf mehrere Männer, die ihre Naivität und ihre Alleinreise ausnutzen. Darunter ist der Legionskommandant Burger und auch Scheich Abdul, der sie als seine 13. Frau mit seines Harem nimmt. Auch Sergeant Nocker und Oliphant werden von Abdul entführt. Simpson folgt ihnen zur Oase El Nooki, wird aber ebenfalls gefangen genommen. Als sie Abduls Harem betreten und Lady Jane entdecken, stellen sich Oliphant und Simpson dem Kampf, während Nocker nach Sidi Bel Abbes flieht, um Kommandant Burger vor Abduls Plänen, Fort Soixante-Neuf anzugreifen, zu warnen. Durch die Intrige einer Bauchtänzerin, die in Abduls Diensten steht, glaubt der Kommandant Nockers Geschichte nicht. Erst als Nocker Lady Jane erwähnt, wird ihm klar, dass er die Wahrheit gesagt hat. Der Kommandant organisiert einen Gegenschlag und schickt Verstärkung zum Fort Soixante-Neuf. Unterwegs entdecken sie Oliphant und Simpson, die in der verlassenen Oase am Boden festgebunden sind. Die Einsatzkolonne marschiert weiter in Richtung Fort, doch Hitze, Wassermangel und ein misslungener Sandburgenbauwettbewerb dezimieren die Truppe auf eine Handvoll Leute. Als diese das Fort erreichen, stellen sie fest, dass sie zu spät sind, denn der Angriff hat bereits stattgefunden und die Garnison ist ausgelöscht.
Oliphant, Burger, Nocker und Simpson wollen aber um jeden Preis Lady Jane aus den Fängen Abduls befreien. Sie verhindern die geplante Hochzeit, indem sie Lady Jane aus dem Zelt locken und lassen Simpson als Lockvogel verkleidet zurück. Als Abul den Betrug entdeckt, jagt er Simpson zurück zum Fort, wo die Gruppe mithilfe eines Grammophons und eines deutschen Marschliedes, Gummi arabicum, Kokosnüssen, Schießpulver und eines Cricketschlägers Abuls Armee aufhält, bis eine Hilfstruppe eintrifft. Kommandant Burger überlebt diese Angriff leider nicht und stirbt im Kampf.
Zurück in England trifft sich die Gruppe zu einem Cricketspiel. Nocker wurde zum Kommandanten befördert und Lady Jane hat einen Sohn vom verstorbenen Burger zur Welt gebracht. Als Oliphant am Ball ist und schlägt, explodiert der Ball. Der Bowler war Abul, der sich damit gerächt hat, worauf Oliphant mit einem kaputten Schläger und verbrannter Kleidung gutmütig antwortet: „Not out!“

## Entstehung und Veröffentlichung
| Figur                      | Darsteller          | Deutscher Sprecher |
| -------------------------- | ------------------- | ------------------ |
| Sergeant Nocker            | Phil Silvers        | Jürgen Thormann    |
| Commandant Burger          | Kenneth Williams    | Stefan Behrens     |
| Bertram Oliphant „Bo“ West | Jim Dale            | Uwe Paulsen        |
| Captain Le Pice            | Charles Hawtrey     | Wilfried Herbst    |
| Zig Zig                    | Joan Sims           | Edeltraut Elsner   |
| Lady Jane Ponsonby         | Angela Douglas      | Evelyn Maron       |
| Simpson                    | Peter Butterworth   | Gerd Duwner        |
| Abdul                      | Bernard Bresslaw    | Ulrich Gressieker  |
| Corktip                    | Anita Harris        | Monica Bielenstein |
| Corporal Clotski           | John Bluthal        | Wolfgang Kühne     |
| Sir Cyril Ponsonby         | William Mervyn      | Jochen Schroeder   |
| Captain Bagshaw            | Peter Gilmore       | Claus Jurichs      |
| Fahrkartenkontrolleur      | Julian Holloway     | Oliver Rohrbeck    |
| Riff                       | Larry Taylor        |                    |
| Raff                       | William Hurndell    |                    |
| Hoteldirektor              | David Glover        |                    |
| Nightingale                | Michael Nightingale |                    |
| Arzt                       | Julian Orchard      |                    |
| Schiffsoffizier            | Vincent Ball        | Hans-Jürgen Wolf   |

In der Wüste fließt kein Wasser ist der zweite Teil der Reihe, nachdem die Produktion von Anglo-Amalgamated Productions zu The Rank Organisation gewechselt war. Auch dieser Film war zunächst nicht als Teil der Serie konzipiert und wurde zunächst ohne das Präfix Carry On veröffentlicht. Die anhaltende Popularität der Serie bewog Rank jedoch, sowohl diesen als auch den vorausgegangene Film Nur nicht den Kopf verlieren nachträglich als Teil der Reihe wiederzuveröffentlichen.
Ist ja irre – In der Wüste fließt kein Wasser parodiert in der Fremdenlegion spielende Abenteuerfilme, speziell auf die vielen Verfilmungen von Percival Christopher Wrens Roman Drei Fremdenlegionäre. Als Ersatz für Sidney James wurde Phil Silvers engagiert, mit dem man sich auf Seiten der Produzenten auch größere Chancen auf dem US-Markt erhoffte.
Probleme hatte man auch mit einem anderen „Gaststar“: Das Kamel, das im Film zu sehen ist, hatte vorher noch nie eine Wüste gesehen und konnte nicht auf lockerem Sand laufen, so dass man eine feste Unterlage benutzen musste. Die Wüste war auch keine echte, sondern nur eine Art großer Sandkasten. Zudem biss das Kamel Jim Dale ins Bein. Julian Holloway, der in acht Filmen der Serie auftrat, gibt in diesem Film sein Carry-On-Debüt.
Nebendarsteller Michael Nightingale, der als häufigster Darsteller in der Reihe mitwirkte ohne einer der Stammschauspieler zu sein, spielte eine Rolle, die ihm zu Ehren seinen eigenen Namen, Nightingale, trug.
Die deutsche Synchronbearbeitung entstand 1987 im Auftrag des ZDF unter der Dialogregie von Edgar Ott. Das Dialogbuch stammt von Gerda von Rüxleben.

## Kritiken
Adolf Heinzlmeier und Berndt Schulz werteten im Lexikon Filme im Fernsehen: „Vor Laune übersprudelnder Film“ und  überdurchschnittlich.
das Lexikon des internationalen Films urteilte: „Turbulente Komödie mit einigen Seitenhieben auf nationale Verhaltensformen und Mentalität, aber auch vielen Griffen in die übliche Klamottenkiste der Serie.“
Die online-Plattform von Variety schrieb: „It all works with considerable bounce, with elements of parody of Beau Geste-style movies for those alert to them. All the regular comics are on first-rate form. (Das Ganze funktioniert mit beträchtlichem Schwung, mit Elementen einer Parodie auf Filme im Beau-Geste-Stil für diejenigen, die darauf aufmerksam sind. Alle regulären Comics sind in erstklassiger Form.)“

## Veröffentlichungen
- Ist ja irre – In der Wüste fließt kein Wasser. MMP/AmCo 2006
- Eric Rogers: Carry On – Follow That Camel. Suite. Auf: What a Carry On! Eric Rogers' & Bruce Montgomery's theme music of the great British Carry On film comedies. vocalion digital, Watford 2005, CDSA6810 – digitale Neueinspielung der Filmmusik in Auszügen durch das Royal Ballet Sinfonia unter der Leitung von Gavin Sutherland
- Robert Ross: The Carry On Companion. B T Batsford, London 2002, ISBN 0-7134-8771-2